# Пэтмор, Найджел
Найджел Дэвид Пэтмор (англ. Nigel David Patmore, 4 сентября 1960) — австралийский хоккеист (хоккей на траве), полевой игрок. Участник летних Олимпийских игр 1984 года, чемпион мира 1986 года.

## Биография
Найджел Пэтмор родился 4 сентября 1960 года.
В 1983 и 1984 годах в составе сборной Австралии завоевал золотые медали Трофея чемпионов.
В 1984 году вошёл в состав сборной Австралии по хоккею на траве на летних Олимпийских играх в Лос-Анджелесе, занявшей 4-е место. Играл в поле, провёл 7 матчей, забил 5 мячей (два в ворота сборной США, по одному — Испании, ФРГ и Великобритании).
В 1986 году завоевал золотую медаль на чемпионате мира в Лондоне.